# Europsko prvenstvo u košarci – Njemačka 1985.
Europsko prvenstvo u košarci 1985. godine održalo se u Njemačkoj od 5. do 16. lipnja 1985. godine.
Hrvatski igrači koji su igrali za reprezentaciju Jugoslavije su: Dražen Petrović, Andro Knego, Zoran Čutura, Mihovil Nakić, Stojan Vranković, Ivan Sunara i Sven Ušić. Vodio ih je hrvatski trener: Krešimir Ćosić.